# 스콧 윌리엄 윈터스
스콧 윌리엄 윈터스(Scott William Winters, 1965년 8월 5일 ~ )는 미국의 배우이다.
뉴욕에서 태어났다.

## 출연 작품

### 영화
- 래리 플린트 (1996)
- 굿 윌 헌팅 (1997)
- 제이 앤 사일런트 밥 (2001)
- 13 Graves (2006)
- Urgency (2010)
- Beautifully Broken 2018

### 텔레비전
- 오즈 (1998-2003)
- 프리텐더 제로드 (1999)
- 엔젤 (2000)
- CSI: 마이애미 (2004)
- 뉴욕경찰 24시 (2004)
- 넘버스 (2005)
- 크로싱 조던 (2005)
- 덱스터 (2006)
- CSI: 과학수사대 (2006)
- 24 (2007)
- 로앤오더 (2008)
- Borgia (2011-14)
- 성범죄수사대: SVU (2011-15)
- 레프트오버 (2014)
- 더 아메리칸즈 (2015)
- 베를린 스테이션 (2017)
- 크리미널 마인드 (2018)
- NCIS (2018-19)
- 스테이션 19 (2020)